# 柯羅諾斯
柯羅諾斯（羅馬化：Chrónos）是古希臘神話中的一位原始神，代表著時間。不少人會把柯羅諾斯和泰坦之一克洛諾斯混淆。

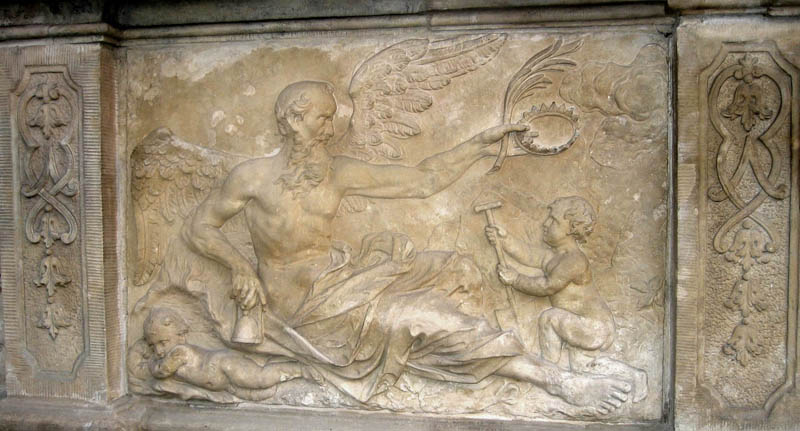
柯羅諾斯的浮雕，約翰·海涅·邁斯納的作品

柯羅諾斯是無實體的神祇，又或者以蛇的形象出現——擁有三顆頭：人頭、牛頭及獅子頭。他與配偶阿南刻圍著原始世界卵盤繞，然後將之分開，形成了大地、海與天空的有序宇宙。
在希臘羅馬的馬賽克藝術作品中，他被描述成一個轉動黃道帶的神，名字是「伊恩」（Aeon，意為「永恆」）。而在近代藝術作品中，他通常以手執鐮刀的老人形象出現。

## 神话
在俄耳甫斯教的宇宙进化论中，永恒的柯罗诺斯创造出了埃忒尔和卡俄斯，并在神圣的埃忒耳体内做出了一个银色的蛋。这个蛋中孕育出了双性神法涅斯，法涅斯出现的时候，也使一切都出现，法涅斯生出了第一代神祇，他同时也是宇宙的终极创造者。

## 有关柯罗诺斯与克洛诺斯
有人把克洛诺斯（Kronos）等同于第一无二的因，因为在所有众神中，他是共有（indivis）、单一（uniel）、父亲和创造善福者。这些人都错了。事实上，他只不过与“第一因”相似：俄耳甫斯把第一因称做柯罗诺斯（Chronos）。两个名字近乎相同。
所有先于乌拉诺斯的存在，直至第一因，都被赋予了专有名词。至于那超越心智单子、无法言说的存在，则被称为柯罗诺斯（Chronos），俄耳甫斯以此教示我们，要么这就是繁衍的在先之因，要么真实之在也就是生成之在（devenants），由此揭示了这些存在的法则，以及普遍之于个体的优先性。这样一来，历时逻辑（chronologique）等同于“因”的逻辑，正如繁衍等同于某种遵循法则的过程。

## 大眾文化
- 在《聖鬥士星矢 冥王神話》系列中為掌管时空之神，是時刻之神 卡伊諾斯（天魁星 梅菲斯特 杳馬）的兄長。亦是天帝之神 宙斯、海皇 波賽頓與冥王 黑帝斯之父。

需要注意的是此系列作品從最初設定上正正混淆了柯罗诺斯（Chronos）與克洛诺斯（Kronos），所以在此作品中的這個角色，同时存在柯罗诺斯（Chronos）與克洛诺斯（Kronos）的双重属性
- 在《爆旋陀螺 鋼鐵戰魂 4D》中，代表土星的戰鬥陀螺為鐮刀巨神T125EDS。
- 《假面騎士EX-AID》裡的反派騎士——假面騎士Chronos。
- 寶可夢卡牌裡的帝牙盧卡VStar——星星柯羅諾斯。
- 《黑帝斯2》的核心反派。

## 資料來源
1. ↑  鲁刚（主编）. . 沈阳: 辽宁人民出版社. 1989-11: 706 （中文（中国大陆））. 柯罗诺斯（Cronos）
2. ↑  .   [2009-01-03]. （原始内容存档于2021-03-09）.
3. ↑  《世界神話辭典》：706頁，遼寧人民出版社
4. ↑  《俄耳甫斯教辑语》：215页 216页 华夏出版社

## 外部連結
- CHRONUS & AEON  Greek protogenos god of time ; mythology ; pictures  KHRONOS & AION （页面存档备份，存于）
- Chronos （页面存档备份，存于）